# Bertl Emberger
Bertl Emberger (* 23. November 1941 in Wagrain; † 11. April 2015 ebenda) war ein österreichischer Politiker (ÖVP) sowie Land- und Gastwirt. Er war von 1979 bis 1994 Abgeordneter zum Salzburger Landtag und von 1989 bis 1994 Dritter Präsident des Landtages.

## Ausbildung und Beruf
Emberger besuchte von 1948 bis 1955 die Pflichtschule in seiner Heimatgemeinde Wagrain und absolvierte danach von 1959 bis 1961 die Landwirtschaftsschule in Kleßheim. 1967 übernahm er den landwirtschaftlichen Betrieb seiner Eltern, ab 1973 betrieb er zudem ein Jugendgästehaus in Wagrain. Ab 1994 fungierte er als Honorarkonsul der Republik Slowenien in Salzburg.

## Politik und Funktionen
Emberger wurde als Sohn des späteren Bürgermeisters von Wagrain geboren und hatte bereits früh Kontakt zu Spitzenfunktioneren der ÖVP wie dem späteren Bundeskanzler Josef Klaus. Er war als Funktionär in der Österreichischen Jugendbewegung (ÖJB) aktiv und engagierte sich auf lokalpolitischer Ebene, wobei er 1969 in die Gemeindevertretung von Wagrain gewählt wurde. Er gehörte diesem politischen Gremium bis 1974 an und war von 1984 bis 1989 erneut Gemeindevertreter in Wagrain. Zwischen 1994 und 1998 war er schließlich Vizebürgermeister seiner Heimatgemeinde. Emberg war von 1970 bis 2001 innerparteilich als Ortsparteiobmann der Volkspartei Wagrain aktiv und wirkte zudem von 1976 bis 1996 als Bezirksparteiobmann der Volkspartei im Pongau. Er war von 1970 bis 1975 Kammerrat in der Bezirksbauernkammer. Er wurde am 16. Mai 1979 als Abgeordneter zum Salzburger Landtag angelobt und schied am 1. Mai 1994 aus dem Landtag aus. Vom 3. Mai 1989 bis zum 1. Mai 1994 war er zudem Dritter Präsident des Landtages.

## Auszeichnungen
- Großes Ehrenzeichen des Landes Salzburg (1994)
- Ehrenmitglied der „Stille-Nacht Gesellschaft“ (2007)[2]